# البرتو لوپز (بازیکن فوتبال، زاده ۱۹۶۹)
البرتو لوپز (انگلیسی: Alberto López؛ زادهٔ ۲۰ مهٔ ۱۹۶۹) بازیکن فوتبال اهل اسپانیا است.
از باشگاه‌هایی که در آن بازی کرده‌است می‌توان به باشگاه فوتبال رئال وایادولید و باشگاه فوتبال رئال سوسیداد اشاره کرد.
وی همچنین در تیم ملی فوتبال باسک بازی کرده‌است.